# Tatiana Casiraghi
Tatiana Casiraghi, z domu Santo Domingo (Tatiana Santo Domingo Rechulski, ur. 24 listopada 1983 w Nowym Jorku) – amerykańska historyczka sztuki i lingwistka kolumbijskiego pochodzenia; poprzez małżeństwo z Andreą Casiraghim związana z monakijską rodziną książęcą.
Tatiana urodziła się w Nowym Jorku jako pierwsze dziecko Julio Mario Santo Domingo Bragi i jego żony, Very Rechulski.
Ukończyła studia na kierunku historia sztuki na Amerykańskim Uniwersytecie w Londynie.
W 2013 poślubiła Andreę Casiraghi, z którym ma troje dzieci: Aleksandra Casiraghi (ur. 2013), Indię Casiraghi (ur. 2015) i Maksymiliana Casiraghi (ur. 2018).
Nie posiada tytułów szlacheckich. Jest założycielką i współwłaścicielką Muzungu Sisters. Regularnie bierze udział w oficjalnych wydarzeniach, które odbywają się w Księstwie Monako. Jest 722. człowiekiem na świecie pod względem zgromadzonego majątku (Forbes, 2016) i najbogatszym obywatelem Księstwa Monako.

## Powiązania rodzinne i edukacja
Tatiana urodziła się 24 listopada 1983 roku w Nowym Jorku w Stanach Zjednoczonych, ale wychowywała się w Genewie w Szwajcarii.
Jej rodzicami są Julio Mario Santo Domingo Braga (ur. 1958, zm. w marcu 2009), kolumbijski przemysłowiec, i jego małżonka, Vera Rechulski, arystokratka pochodząca z brazylijskiego São Paulo.
Jej dziadkami byli ze strony ojca Julio Mario Santo Domingo Pumarejo (ur. 1923, zm. 2011), drugi na liście najbogatszych osób w Kolumbii według magazynu Forbes w 2011 roku oraz jego pierwsza żona, Edyala Braga.
Ma młodszego brata, Julia Maria Santo Domingo Rechulskiego.

### Edukacja
Ukończyła szkołę średnią w Paryżu, gdzie poznała rodzeństwo Casiraghich. Studiowała historię sztuki na Amerykańskim Uniwersytecie w Londynie. Jest dyplomowaną lingwistką, mówi pięcioma językami: portugalskim, hiszpańskim, włoskim, francuskim i angielskim.

### Dzieci chrzestne
- księżniczka Elżbieta z Hanoweru (ur. 2018), córka dziedzicznego księcia i dziedzicznej księżnej Hanoweru[4]

## Kariera zawodowa
Członkowie rodziny Santo Domingo są właścicielami Santo Domingo Group, firmy, który zajmuje się produkcją piwa. Założycielem browaru był dziadek Tatiany, Julio Mario Santo Domingo Pumarejo, a jednym z dziedziców jej ojciec – Julio Mario Santo Domingo Braga. Braga zmarł w 2009 roku i po śmierci Santa Dominga Pumareja w 2011 jedna szósta majątku dziadka przypadła w udziale Tatianie. Jej dwaj stryjowie, Andres i Alejandro, którzy posiadają dwukrotnie większy majątek, są regularnie uznawani za jednych z najbogatszych Amerykanów.
W 2011 w porozumieniu z Daną Alikhani, rozpoczęła działalność nazwaną Muzungu Sisters, która zajmuje się modą, a dokładniej odzieżą ekologiczną i przyjazną dla środowiska. Jeden z ich pierwszych sklepów został otwarty w tym samym roku w Londynie. Firma posiada swoje filie w Gstaad i Los Angeles.
6 listopada 2012 w czasie gali w Madrycie Muzungu Sisters otrzymały nagrodę modową magazynu Telva.
Tatiana wspiera liczne organizacje charytatywne, najczęściej Fundację Motrice, która pracuje z osobami chorymi na mózgowe porażenie dziecięce.
W marcu 2015 magazyn Forbes umieścił ją na 847. miejscu na liście najbogatszych ludzi na świecie. W 2016 w tym samym rankingu znalazła się na pozycji 722.
W zestawieniu Business Insider z dnia 3 lutego 2017 została uznana za najbogatszego obywatela Księstwa Monako, wyprzedzając księcia Alberta II i wszystkich potomków panującej rodziny książęcej.
W czerwcu 2017 marka Muzungu Sisters zadebiutowała ze swoją kolekcją podczas Tygodnia Mody Monte Carlo. Casiraghi i Alikhani otrzymały Ethical Fashion Award.
W styczniu 2020 wraz z najmłodszym synem Maksymilianem wzięła udział w sesji zdjęciowej matek z dziećmi, zorganizowanej przez nowozelandzką projektantkę mody Emilię Wickstead.

## Życie prywatne
W 2010 roku zrzekła się obywatelstwa amerykańskiego, które przysługiwało jej z powodu urodzenia się na terenie Stanów Zjednoczonych.
2 lipca 2012 dwór monakijski w imieniu księżnej Hanoweru ogłosił zaręczyny Tatiany z jej wieloletnim partnerem, Andreą Casiraghim, potomkiem monakijskiej rodziny książęcej.
31 sierpnia 2013 para zawarła cywilny związek małżeński w Pałacu Książęcym w Monaco-Ville. 1 lutego 2014 miał miejsce ich ślub religijny w wierze katolickiej w kościele Rougemont w Gstaad w Szwajcarii.
21 marca 2013 w Londynie urodził się syn pary, który otrzymał imiona Aleksander Andrea Stefan. Chłopiec został wpisany do linii sukcesji monakijskiego tronu po ślubie swoich rodziców, 31 sierpnia 2013, na miejsce trzecie – za babką i ojcem.
12 kwietnia 2015 w Londynie urodziło się ich drugie dziecko, córka. Dziewczynka, która otrzymała imiona India Julia, została wpisana na szóste miejsce linii sukcesji monakijskiego tronu.
19 kwietnia 2018 w Londynie urodził się drugi syn pary, Maksymilian Rainier, który został wpisany na szóste miejsce w linii sukcesji monakijskiego tronu. 24 kwietnia narodziny swojego piątego wnuka potwierdziła w oficjalnym oświadczeniu księżna Hanoweru.

## Osoba związana z rodziną książęcą
Tatiana Casiraghi nie jest członkinią monakijskiej rodziny książęcej, dlatego tylko okazyjnie bierze udział w oficjalnych wystąpieniach. Uczestniczy w publicznych świętach w księstwie, obchodach Narodowego Dnia Monako, balach charytatywnych i wydarzeniach sportowych. W związku ze swoją działalnością zawodową jest gościem wydarzeń związanych z modą.
W sierpniu 2006 razem z Andreą Casiraghim odbyli oficjalną podróż do Manili, gdzie reprezentowali Fundację AMADE, której prezydentem jest księżna Hanoweru.
W sierpniu 2013 wzięła ślub z Andreą Casiraghim, który wówczas zajmował drugie miejsce w linii sukcesji tronu Monako, za swoją matką. W grudniu 2014, po narodzinach dzieci księcia Alberta II, przesunął się na czwartą pozycję.
W 2017 roku w Gstaad Tatiana wraz ze swoimi dziećmi wzięła udział w sesji zdjęciowej z okazji 50. rocznicy otwarcia w Paryżu pierwszego butiku Baby Dior. Fotografie wykonano również na cześć Grace, księżnej Monako, która współpracowała z Diorem.
W październiku 2018 roku w czasie ceremonii w zamku Marienburg została matką chrzestną księżniczki Elżbiety Tatiany Maksymiliany Iacobelli Faizi z Hanoweru, córki Ernesta Augusta, dziedzicznego księcia Hanoweru (przybranego brata Andrei) i jego małżonki, Katarzyny. Dziewczynka otrzymała imiona na cześć swoich matek chrzestnych.

## Genealogia
Pradziadek Tatiany ze strony ojca, Julio Mario Santo Domingo Santo Domingo urodził się w Colon w Panamie 26 sierpnia 1888. Był założycielem firmy importowo-eksportowej, firmy Scadta i kierownikiem pierwszej firmy lotniczej w Kolumbii. Rozpoczął pracę w sektorze piwowarskim. Dorobił się majątku, wykupując firmy upadłe podczas wielkiego kryzysu. Jego żoną była Beatriz Elena Pumarejo de Vengoechea. Zmarł w 1922 roku w Nowym Jorku. Małżonkowie mieli czworo dzieci: Beatriz Alicię, Cecilię, Luisa Felipe i Julio Mario.
Beatriz Pumarejo była cioteczną siostrą Alfonsa López Pumarejo, prezydenta Kolumbii, ministra spraw zagranicznych i ambasadora Wielkiej Brytanii. Syn prezydenta, Alfonso López Michelsen, który również objął urząd prezydenta Kolumbii.
Dziadek Tatiany, Julio Mario Santo Domingo Pumarejo, przyszedł na świat 16 października 1924 w Panamie. Dorastał w Barranquilli, a następnie uczył się w prestiżowej szkole w Bogocie. Studiował w Andover w stanie Massachussets, następnie na Uniwersytecie Wirginii i Uniwersytecie Georgetown. W 1980 został mianowany pierwszym w historii ambasadorem Kolumbii w Chinach. Został prezesem rodzinnej firmy Santo Domingo Group, która stała się drugim pod względem wielkości przetwórcą piwa na świecie. Jego pierwszą żoną została Edyala Braga Brandão do Monte (ur. ok. 1925, zm. 27 kwietnia 2012 w Rio de Janeiro), która była rozwiedziona z Benjaminem Dornelesem Vargasem, bratem Getúlio Vargasa, prezydenta Brazylii. Mieli syna, Julia Maria. Santo Domingo Pumarejo ożenił się ponownie, 15 lutego 1975, z Beatrice Dávilą Rochą, z którą miał dwóch synów: Alejandra i Andresa. Zmarł 7 października 2011 w Nowym Jorku.
Ojciec Tatiany, Julio Mario Santo Domingo Braga, urodził się w Paryżu w 1957 roku. Studiował prawo i literaturę. Kolekcjonował drukowane książki i manuskrypty. Ze swoją żoną, Verą Rechulski, miał dwoje dzieci. Zmarł w marcu 2009 wskutek choroby nowotworowej.
Vera Rechulski, matka Tatiany, urodziła się w São Paulo. Pracowała jako modelka. Jej rodzicami byli Max Rechulski (ur. 1923, zm. 31 grudnia 2008) i Olga Aronis (ur. 12 marca 1926). Rodzice Maxa, Moises (ur. 1891) i Clara Berezovski (ur. 12 lutego 1904) pochodzili z Kiszyniowa w Besarabii (obecnie stolica Mołdawii). Wyemigrowali ze swojego miejsca urodzenia i statkiem przepłynęli do Nowego Jorku.
Alejandro Santo Domingo Davila, wuj Tatiany, jest obecnym prezesem Santo Domingo Group. Od maja 2016 jego żoną jest lady Charlotte Wellesley, córka 9. księcia Wellingtonu i księżniczki Antonii z Prus.
Członkowie rodziny Santo Domingo regularnie notowani są na liście najbogatszych ludzi świata. Obecnie majątek Alejandro Santo Domingo i jego brata, Andresa Santo Domingo, szacuje się na około pięć miliardów dolarów, podczas gdy wartość majątku Tatiany i jej brata Julio wynosi około dwa i pół miliarda dolarów.

### Przodkowie
| Osoba                                                   | Rodzice                                       | Dziadkowie                                                   | Pradziadkowie                                                         |
| Tatiana Casiraghi z d. Santo Domingo Rechulski (1983 –) | Julio Mario Santo Domingo Braga (1958 – 2009) | Julio Mario Santo Domingo Pumarejo (1923 – 2011)             | Julio Mario Santo Domingo Santo Domingo (1888 – 1973)                 |
| Tatiana Casiraghi z d. Santo Domingo Rechulski (1983 –) | Julio Mario Santo Domingo Braga (1958 – 2009) | Julio Mario Santo Domingo Pumarejo (1923 – 2011)             | Beatriz Elena Santo Domingo z d. Pumarejo de Vengoechea (1859 – 1917) |
| Tatiana Casiraghi z d. Santo Domingo Rechulski (1983 –) | Julio Mario Santo Domingo Braga (1958 – 2009) | Edyala Dornelles Vargas z d. Braga Brandão do Monte (1935 –) | Braga (1879 – 1926)                                                   |
| Tatiana Casiraghi z d. Santo Domingo Rechulski (1983 –) | Julio Mario Santo Domingo Braga (1958 – 2009) | Edyala Dornelles Vargas z d. Braga Brandão do Monte (1935 –) | Braga z d. ? (1881 – 1925)                                            |
| Tatiana Casiraghi z d. Santo Domingo Rechulski (1983 –) | Vera Santo Domingo z d. Rechulski (?)         | Max Rechulski (1923-2008)                                    | Moyses Rechulski (1891-?)                                             |
| Tatiana Casiraghi z d. Santo Domingo Rechulski (1983 –) | Vera Santo Domingo z d. Rechulski (?)         | Max Rechulski (1923-2008)                                    | Clara Rechulski z d. Berezovski (1904-?)                              |
| Tatiana Casiraghi z d. Santo Domingo Rechulski (1983 –) | Vera Santo Domingo z d. Rechulski (?)         | Olga Rechulski z d. Aronis (1926-)                           | nieznany                                                              |
| Tatiana Casiraghi z d. Santo Domingo Rechulski (1983 –) | Vera Santo Domingo z d. Rechulski (?)         | Olga Rechulski z d. Aronis (1926-)                           | nieznany                                                              |

### Potomkowie
| Dzieci                        | Wnuki | Prawnuki |
| Aleksander Casiraghi (2013-)  |       |          |
| India Casiraghi (2015-)       |       |          |
| Maksymilian Casiraghi (2018-) |       |          |

### Rodzina Santo Domingo
Julio Santo Domingo

oo Dolores Santo Domingo (Santo Domingo Navas)
Luis Felipe Santo Domingo Pumarejo
oo Betty Santo Domingo (Dupont)
Luis Felipe Santo Domingo (1958-1997)
oo Karen Santo Domingo (Hinds, ślub 1983)
Julio Mario Santo Domingo Santo Domingo (1888-1973)
oo Beatriz Elena Santo Domingo (Pumarejo de Vengoechea)
Cecilia Santo Domingo Pumarejo
Beatriz Alicia Obregon (Santo Domingo Pumarejo)
oo Pablo Obregon González del Corral
Julio Mario Santo Domingo Pumarejo (1923-2011)
oo Edyala Santo Domingo (Braga Brandao do Monte)
Julio Mario Santo Domingo Braga (1958-2009)
oo Vera Santo Domingo (Rechulski)
Tatiana Casiraghi (Santo Domingo Rechulski, 1983-)
oo Andrea Casiraghi (ślub 2013)
Aleksander Casiraghi (2013-)
India Casiraghi (2015-)
Maksymilian Casiraghi (2018-)
Julio Mario Santo Domingo Rechulski (1985-)
oo Beatriz Santo Domingo (Davila Rocha, ślub 1975)
Alejandro Santo Domingo Davila (1977-)
oo lady Charlotte Anne Santo Domingo (lady Wellesey, ślub 2016)
Andres Santo Domingo Davila (1978-)
oo Lauren Santo Domingo (Davis, ślub 2008)
Nicolas Santo Domingo (2011-)
dziecko Santo Domingo (2012-)
Luis Felipe Santo Domingo Santo Domingo (1899-?)
oo Ana Isabel Santo Domingo (Molina)
Luis Alberto Santo Domingo Molina (1922-)
Luis Santo Domingo
oo Ernestina Santo Domingo (Garcia)
Arturo Santo Domingo Garcia
Felipe Santo Domingo Garcia
oo nieznana Santo Domingo (Patino)
Tirso Enrique Santo Domingo Patino
Julia Pacini (Santo Domingo Santo Domingo, 1863-1923)
oo Humberto Pacini
Humberto Pacini Santo Domingo
oo Ruth Pacini (De La Espriella)